# Charlevoix—Saguenay
Pour les articles homonymes, voir Charlevoix (homonymie) et Saguenay.
Charlevoix—Saguenay fut une circonscription électorale fédérale des régions du Saguenay—Lac-Saint-Jean, du Nunavik et de la Côte-Nord au Québec. Elle fut représentée de 1925 à 1949.
La circonscription a été créée en 1924 avec des parties de Charlevoix—Montmorency et Chicoutimi—Saguenay. Abolie en 1947, elle fut redistribuée parmi les circonscriptions de Charlevoix et de Saguenay.

## Géographie
En 1933, la circonscription de Charlevoix—Saguenay comprenait:
- Le comté de Charlevoix-Est, Charlevoix-Ouest et l'île aux Coudres
- Le comté de Saguenay et l'île d'Anticosti
- Le comté de Montmorency, excepté les municipalités de Saint-Jean-de-Boischatel et l'Ange-Gardien
- Le territoire du Nouveau-Québec

## Députés
1. 1925-1941 — Pierre-François Casgrain, PLC
2. 1942¹-1949 — Frédéric Dorion, Ind.

- ¹ = Élection partielle
- PLC = Parti libéral du Canada